# Héctor García Godoy
Héctor Rafael García Godoy (ur. 11 stycznia 1921 w Moca, zm. 20 kwietnia 1970 w Santo Domingo) – adwokat i dyplomata dominikański dyplomata, pracował w dyplomacji od 1945 (z przerwą w 1948-1956). Był ambasadorem w różnych krajach Europy oraz Bliskiego Wschodu w latach 1958-1963. W lipcu 1963 Juan Bosch, nowo wybrany prezydent, mianował go ministrem spraw zagranicznych. Po obaleniu Boscha w październiku tego roku i przyjęciu aktu dominikańskiego pojednania, Garcia objął tymczasowo urząd prezydenta, po czym został ambasadorem w Stanach Zjednoczonych.